# Guo Yan
Guo Yan (chiń. 郭焱; ur. 24 czerwca 1982 w Pekinie) – chińska tenisistka stołowa, dwukrotna drużynowa mistrzyni świata.
Siedmiokrotnie zdobywała medale mistrzostw świata. Dwukrotnie była drużynową mistrzynią świata (2006, 2008), a w 2005 roku w Szanghaju zdobyła srebrny medal w grze pojedynczej (dwa lata później w Zagrzebiu wywalczyła brąz) i dwa brązowe medale (debel i mikst). W 2009 roku w Jokohamie i dwa lata później w Rotterdamie zdobyła srebrny medal w deblu (w parze z Ding Ning).
Dwukrotna zdobywczyni Pucharu Świata (2006, 2010). Czterokrotna złota medalistka mistrzostw Azji, medalistka igrzysk azjatyckich, zdobywczyni Pucharu Azji 2005.
Według stanu na 4 lipca 2013 notowana na 6. miejscu w światowym rankingu ITTF.